# Carl Walz
Carl Erwin Walz (Cleveland, 6 settembre 1955) è un ex astronauta e ingegnere statunitense.